# Бенитес, Хорхе Даниэль
Хорхе Даниэль Бенитес Гульен (исп. Jorge Daniel Benítez Guillén; родился 2 сентября 1992 года в Асунсьон, Парагвай) — парагвайский футболист, нападающий клуба «Верагуас Юнайтед» и сборной Парагвая.

## Клубная карьера
Бенитес начал карьеру в столичном «Гуарани». 30 мая 2010 года в матче против «Олимпии» он дебютировал в парагвайской Примере, заменив во втором тайме Хулиана Бенитеса. В своём первом же сезоне Хорхе стал чемпионом страны. В начале 2013 года он на правах аренды перешёл в «Рубио Нью». 10 февраля в матче против «Серро Портеньо ПФ» Бенитес дебютировал за новую команду. 2 марта в поединке против «Олимпии» он забил свой первый гол за «Рубио Нью». Летом Бенитес вернулся в «Гуарани». 24 августа матче против «Спортиво Лукеньо» Хорхе забил свой первый гол за столичный клуб. В 2014 году он завоевал место в основе и забил за команду 17 мячей.
Летом того же года Бенитес перешёл в греческий «Олимпиакос». Сумма трансфера составила 3,4 млн евро. 23 августа в матче против «Ники Волос» он дебютировал в греческой Суперлиге. 20 сентября в поединке против «Верии» Хорхе забил свой первый гол за «Олимпиакос». В составе пирейского клуба он стал чемпионом и обладателем Кубка Греции.
Летом 2015 года Бенитес на правах аренды перешёл в мексиканский «Крус Асуль». 9 августа в матче против «Леона» он дебютировал в мексиканской Примере, заменив во втором тайме Фаусто Пинто. 24 октября в поединке против «Сантос Лагуна» Хорхе забил свой первый гол за клуб. По окончании аренды «Крус Асуль» выкупил его трансфер у «Олимпиакоса».
Летом 2017 года Бенитес перешёл в «Монтеррей».

## Международная карьера
1 июня 2014 года в товарищеском матче против сборной Франции Бенитес дебютировал за сборную Парагвая, заменив во втором тайме Роке Санта Круса. 5 сентября 2015 года в поединке против сборной Чили он забил свой первый гол за национальную команд].
В 2016 году Бенитес принял участие в Кубке Америки в США. На турнире он сыграл в матчах против команд Коста-Рики, США и Колумбии.

### Голы за сборную Парагвая
| #  | Дата            | Место                                | Противник | Счёт | Результат | Соревнование      |
| -- | --------------- | ------------------------------------ | --------- | ---- | --------- | ----------------- |
| 1. | 5 сентября 2015 | Национальный стадион, Сантьяго, Чили | Чили      | 1:2  | 3:2       | Товарищеский матч |

## Достижения
Командные
 «Гуарани»
- Чемпионат Парагвая по футболу — Апертура 2010

 «Олимпиакос»
- Чемпионат Греции по футболу — 2014/2015
- Обладатель Кубка Греции — 2014/2015